# 鹽井溝古生物化石遺址
鹽井溝古生物化石遺址位於重慶市萬州區新田鎮鹽井、平壩村，文物遺址年代為中更新世晚期，2009年12月15日列為第二批重慶市文物保護單位。